# Vågsäter
Vågsäter var en herrgård och ett järnbruk i Valbo-Ryrs socken i sydvästra Dalsland. 
Från 1700-talet drevs vid Ängedammen och Vågsäterbäcken Liljenbergsfors järnmanufakturverk med såg och kvarn. Vid Vågsäter kan man än i dag se kvarndammar i gott skick, liksom ruiner av den gamla kvarnen och andra byggnader vid forsen.
Av själva gården, som ligger 500 meter söder om Bohusleden, finns dock bara grunden och allén kvar. Huvudbyggnaden revs på 1960-talet.
1782 köptes egendomen av Simzon Koch som lät anlägga den vackra gravplatsen på udden vid Viksjön, där han själv och flera andra från släkten Koch ligger begravda. 
I området, som idag tillhör i Munkedals kommun, ligger naturreservaten Vågsäter och Vågsäter bokskog.